# Maja van Hall

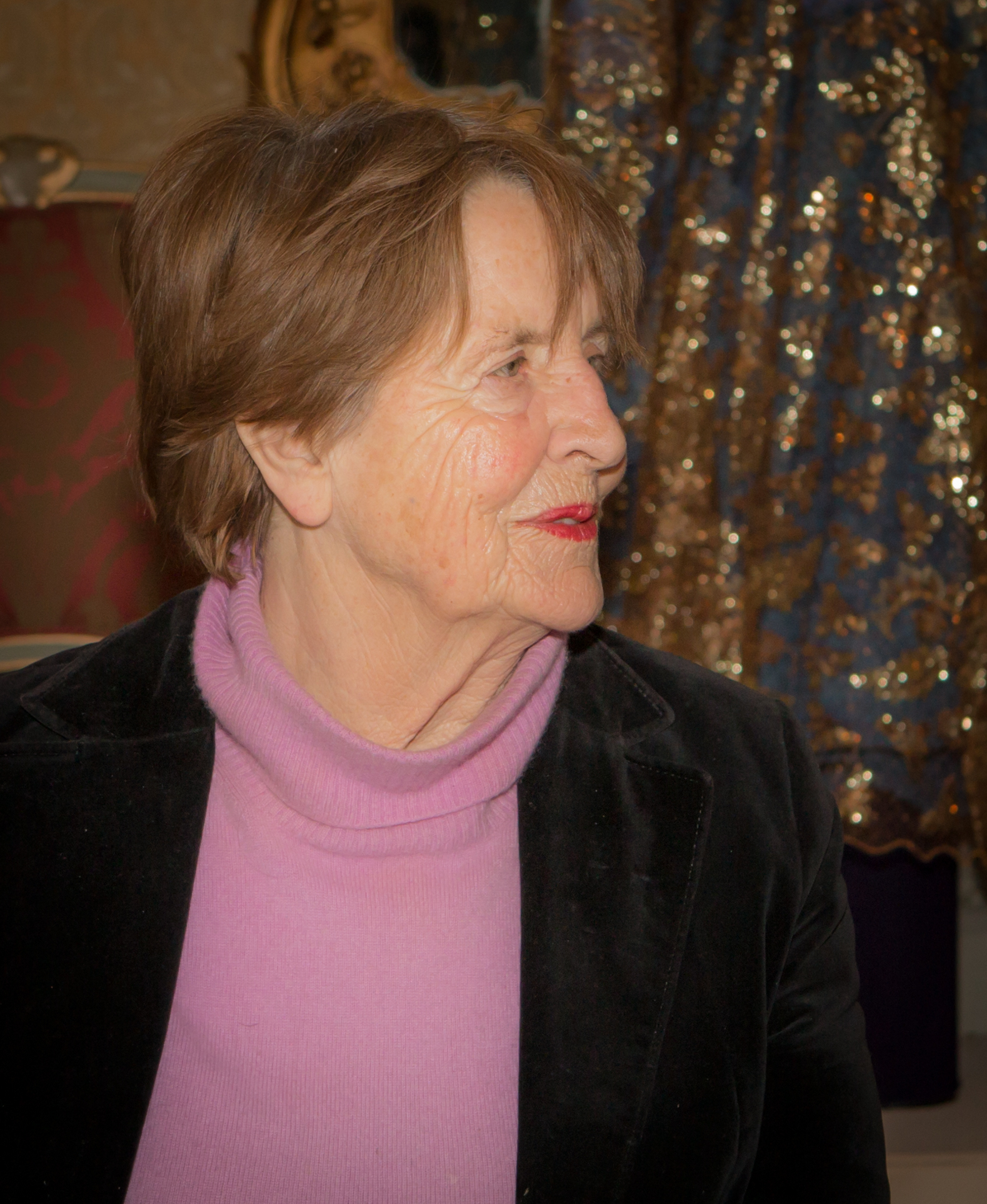
Maja van Hall, 2015

Maja Line van Hall-Blom (* 27. Januar 1937 in Voorburg, Provinz Zuid-Holland) ist eine niederländische Malerin und Bildhauerin.

## Leben
Maja Blom wuchs in einem künstlerisch geprägten Umfeld auf. Ihre Mutter war die Malerin Elly Richard und auch ihr Großvater malte. Ihr Vater war im Zweiten Weltkrieg im Untergrund im Widerstand aktiv. Von 1948 bis 1954 besuchte sie das Montessori-Lyzeum in Rotterdam. Mit vierzehn Jahren begann sie im Sommer im Atelier des Bildhauers Rudi Rooijackers zu arbeiten. Sie erhielt ihre Ausbildung an der Koninklijke Academie van Beeldende Kunsten in Den Haag, wo sie von 1954 bis 1957 Bildhauerunterricht bei Dirk Bus und Henri van Haaren nahm und von 1957 bis 1959 an der Rijksakademie van beeldende kunsten in Amsterdam von Vincent Pieter Semeyn „Piet“ Esser und Paul Grégoire unterrichtet wurde. Weil ihre eigenen Ansichten und die ihres Lehrers zu sehr auseinandergingen, verließ sie 1959 die Akademie.
Im Jahr 1959 heiratete Maja Blom den Medizinstudenten Eylard van Hall (1934–2020), später von 1972 bis 1997 Professor für Geburtshilfe und Gynäkologie an der Universität Leiden, und lebte zunächst in Heerlen, dann in Nijmegen. Sie bekamen zwischen 1960 und 1966 die Söhne Eric und Jurriaan (* 25. April 1962), der später ebenfalls Künstler wurde, und die Tochter Eva, die 1974 starb. Während ihre Kinder klein waren, arbeitete und modellierte sie in ihrem Wohnzimmer und später in einer nahe gelegenen Garage. Seit 1972 lebt und arbeitet Maja van Hall in der südholländischen Küstenstadt Noordwijk. Durch Mari Andriessen lernte sie 1978 die ebenfalls in Noordwijk lebende Charlotte van Pallandt kennen, die ihr eine enge Freundin wurde. Sie fertigte Auftragsarbeiten, schuf freie Werke und stellte regelmäßig aus. Sie unterrichtete an der ArtEZ Academie voor Art & Design Enschede, wo unter anderem der bildende Künstler Caspar Berger zu ihren Schülern gehörte.

## Werk

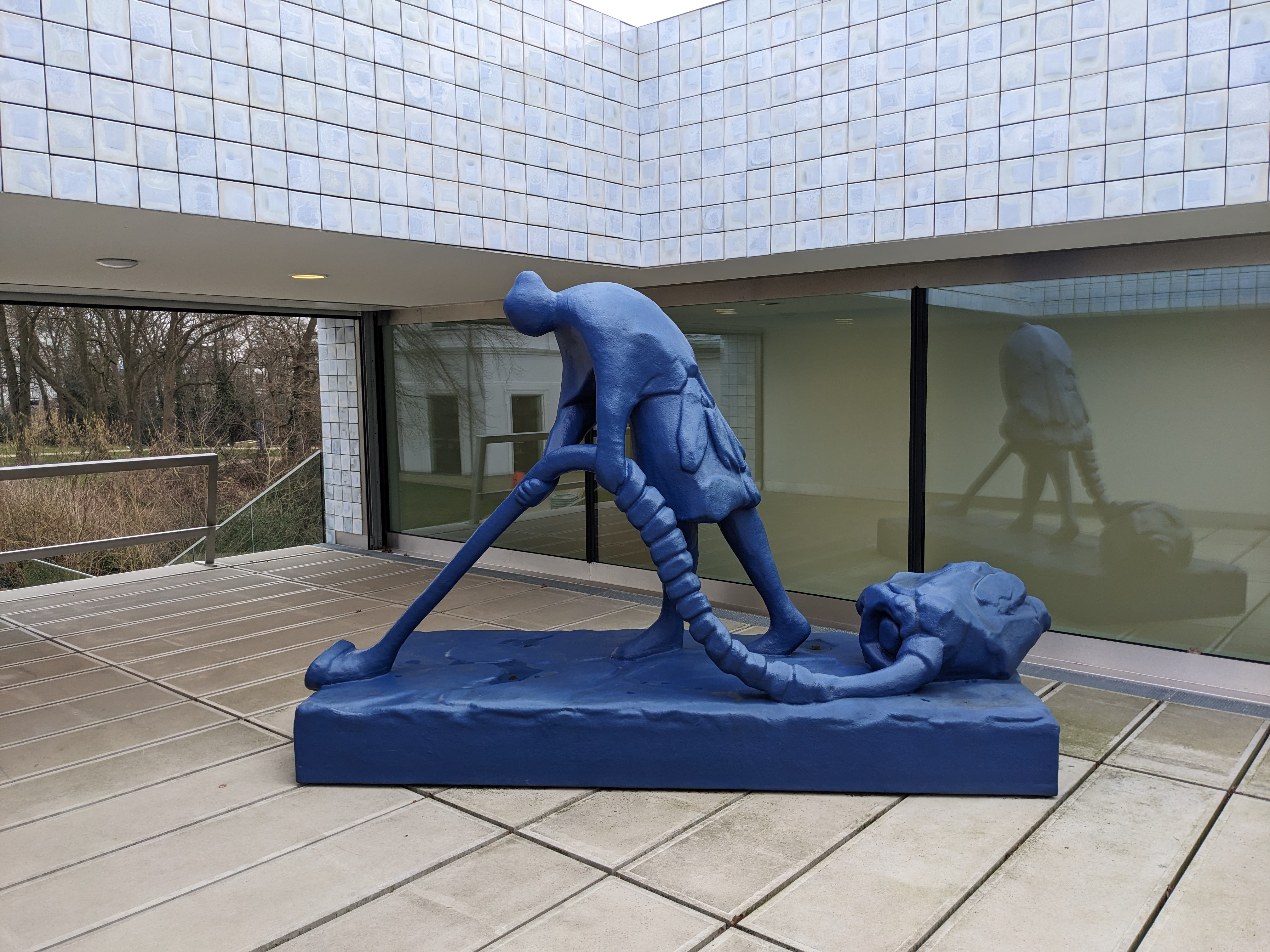
De Filosloof

Maja van Halls Werk ist gekennzeichnet durch die Synthese zwischen Abstraktion und Figuration. Im Mittelpunkt ihres Schaffens steht der Mensch, „aber sie lässt sich völlige Freiheit, ihn darzustellen. Aufgrund der gewählten Form, des verwendeten Materials und der angewandten Techniken sieht das Werk immer anders aus“. In ihrem Frühwerk ist „Alltag“ ein wichtiges Thema. Mit Skulpturen wie „Sloofje“, einer Frau, die staubsaugt, und heute unter dem Namen „De Filosloof“ firmiert, regt sie den Betrachter zum Nachdenken über die „Gebundenheit“ von Frauen und Geschlechterrollen an. 2003 übertrug sie die „Sloofje“ aus dem Jahr 1967 in eine riesige, leuchtend blaue Skulptur.
Maja van Hall ist Mitglied im Pulchri Studio. 1955 gewann sie den ersten Preis für die Gestaltung einer Erinnerungsmedaille Zehn Jahre Befreiung, die in einer Auflage von 20.000 Stück hergestellt wurde. 1969 wurde sie mit dem Jacob Hartogh-materiaalprijs ausgezeichnet, zusammen mit dem flämischen Bildhauer Jules Vermeire. 2018 wurde sie mit dem silbernen Leuchtturm der Gemeinde Noordwijk geehrt.
Maja van Halls Arbeiten befinden sich im Besitz verschiedener Museen, darunter das Kunstmuseum Den Haag, das Museum Beelden aan Zee, das Centraal Museum Utrecht, das Museum Het Valkhof in Nijmegen und das Stadtmuseum von Pietrasanta in Italien. Mehrere Statuen sind in der Sammlung des Skulpturenparks De Havixhorst.
Werke im öffentlichen Raum (Auswahl):
- 1958: De waakzaamheid, Javastraat, Den Haag
- 1962: Wandplastiek, Eemhaven, Rotterdam
- 1965: Jonas in de walvis, Drents college, Emmen
- 1965: De wonderbare visvangst, Drents college, Emmen
- 1969: De Filosloof, Skulpturenpark, Museum Arnhem
- 1974: Bremer Stadsmuzikanten, Stakman Bossestraat 73–77, Noordwijk-Binnen
- 1974: Levensboom, Raadhuisstraat, Noordwijk-Binnen
- 1977: Schelpen, Hoogheemraadschap van Rijnland, Pumpstation Bosweg, Gouda, aufgestellt 1979
- 1984: Liggend, Beeldenroute Maliebaan, Utrecht
- 1986: De grote slak, Heggenseveld 1, Ulft
- 1993: Omhelzing, Kanaalstraat, Aalsmeer[6]

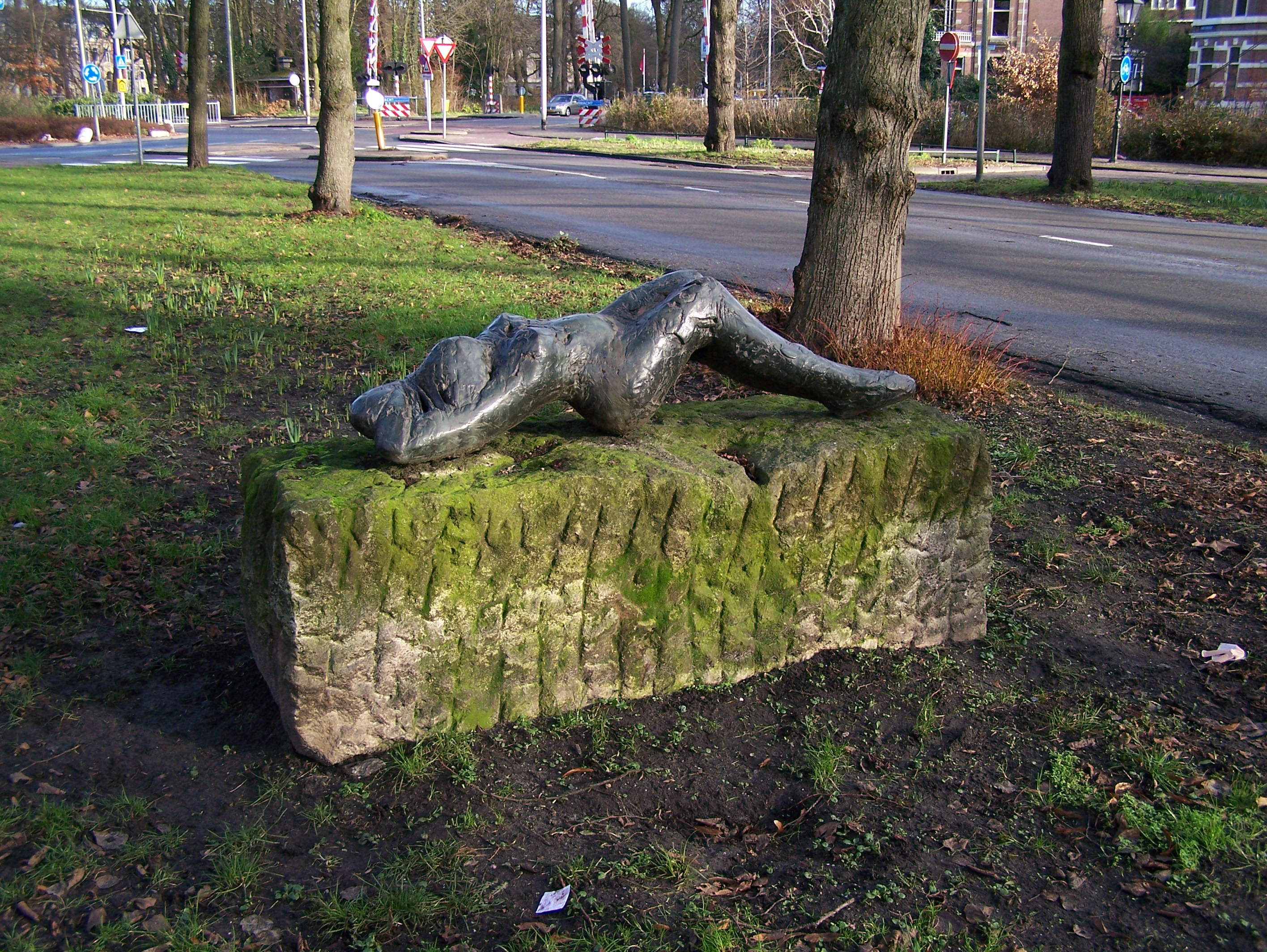
Liggend
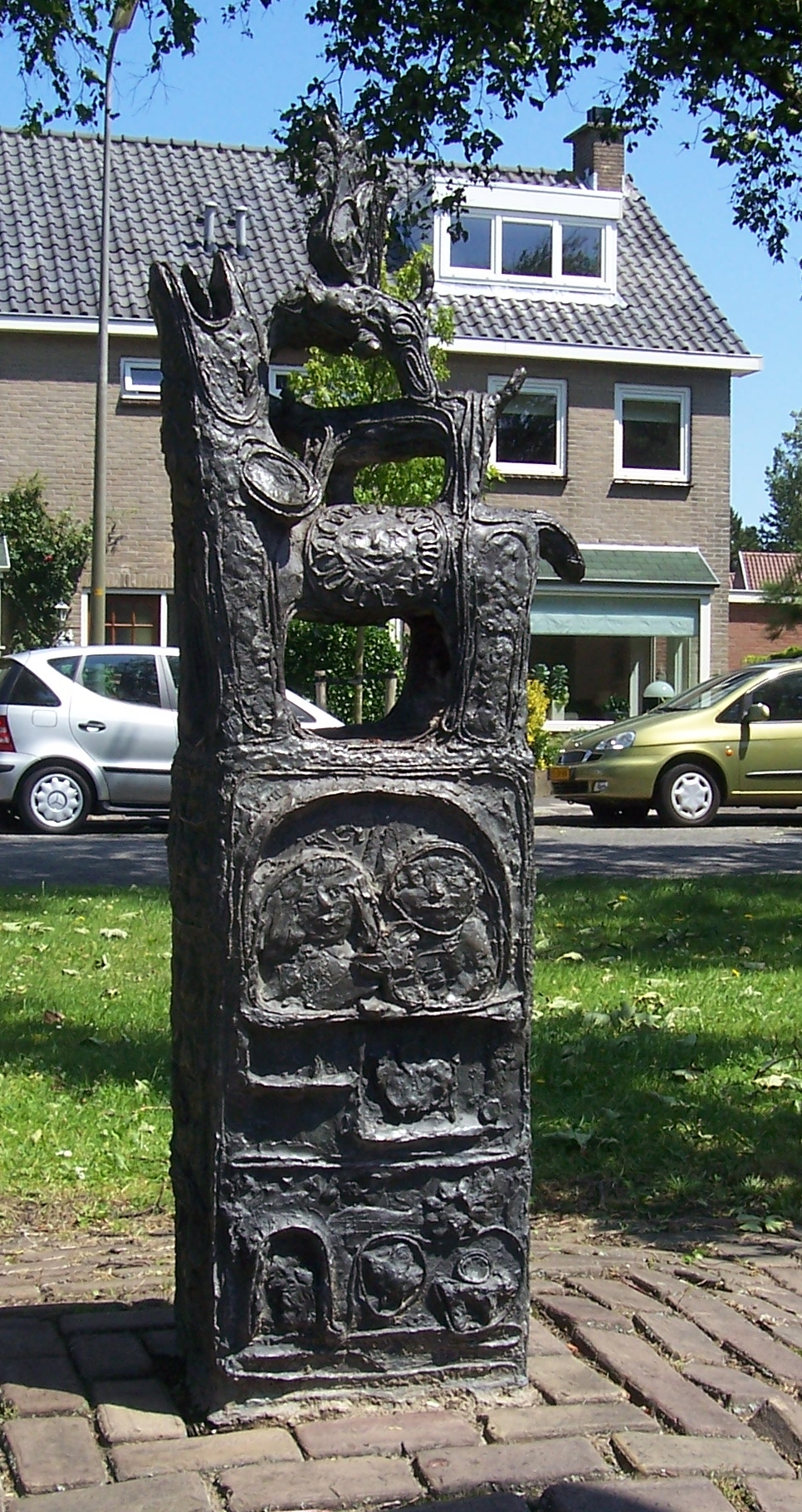
Bremer Stadsmuzikanten
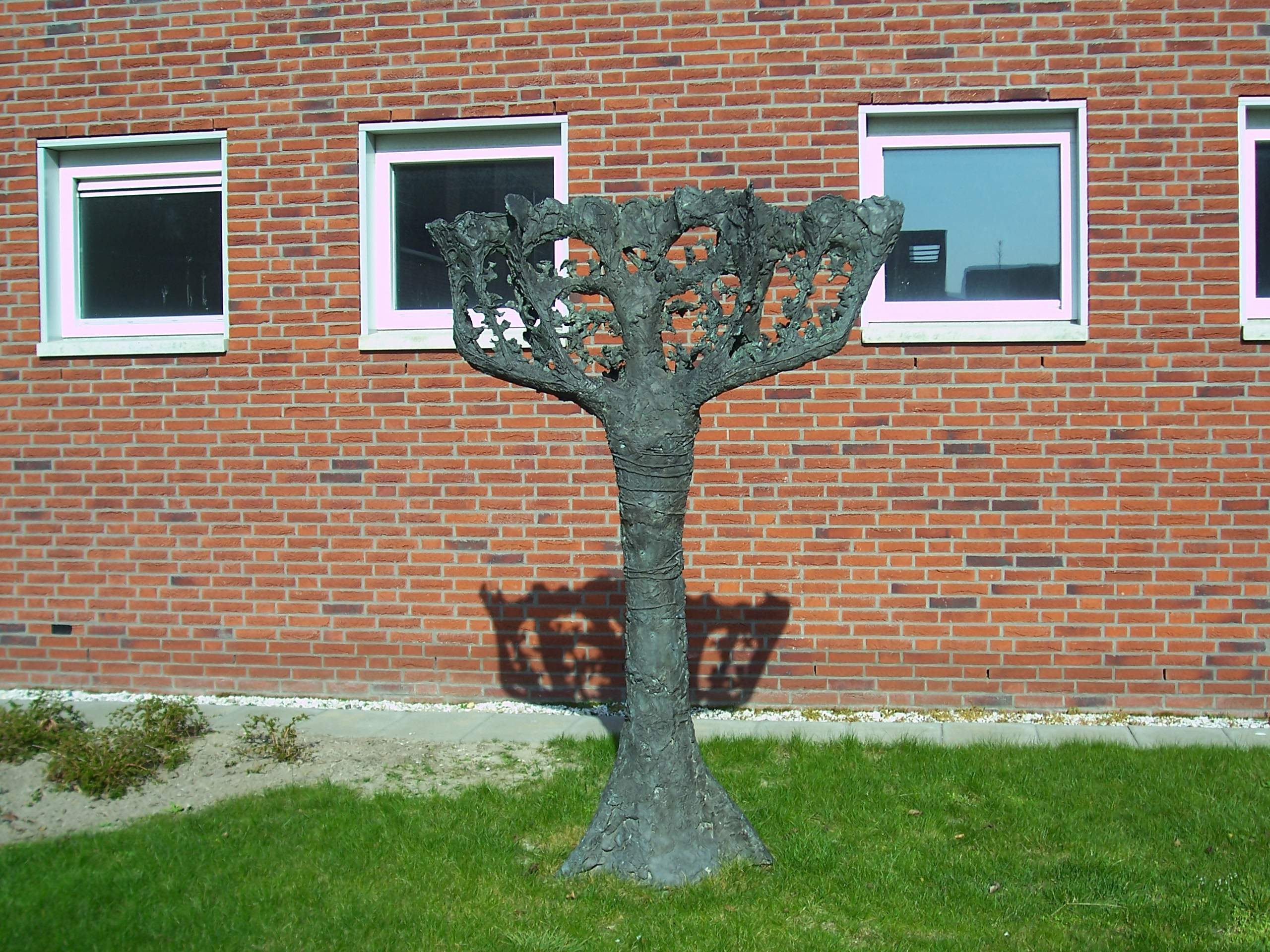
Levensboom
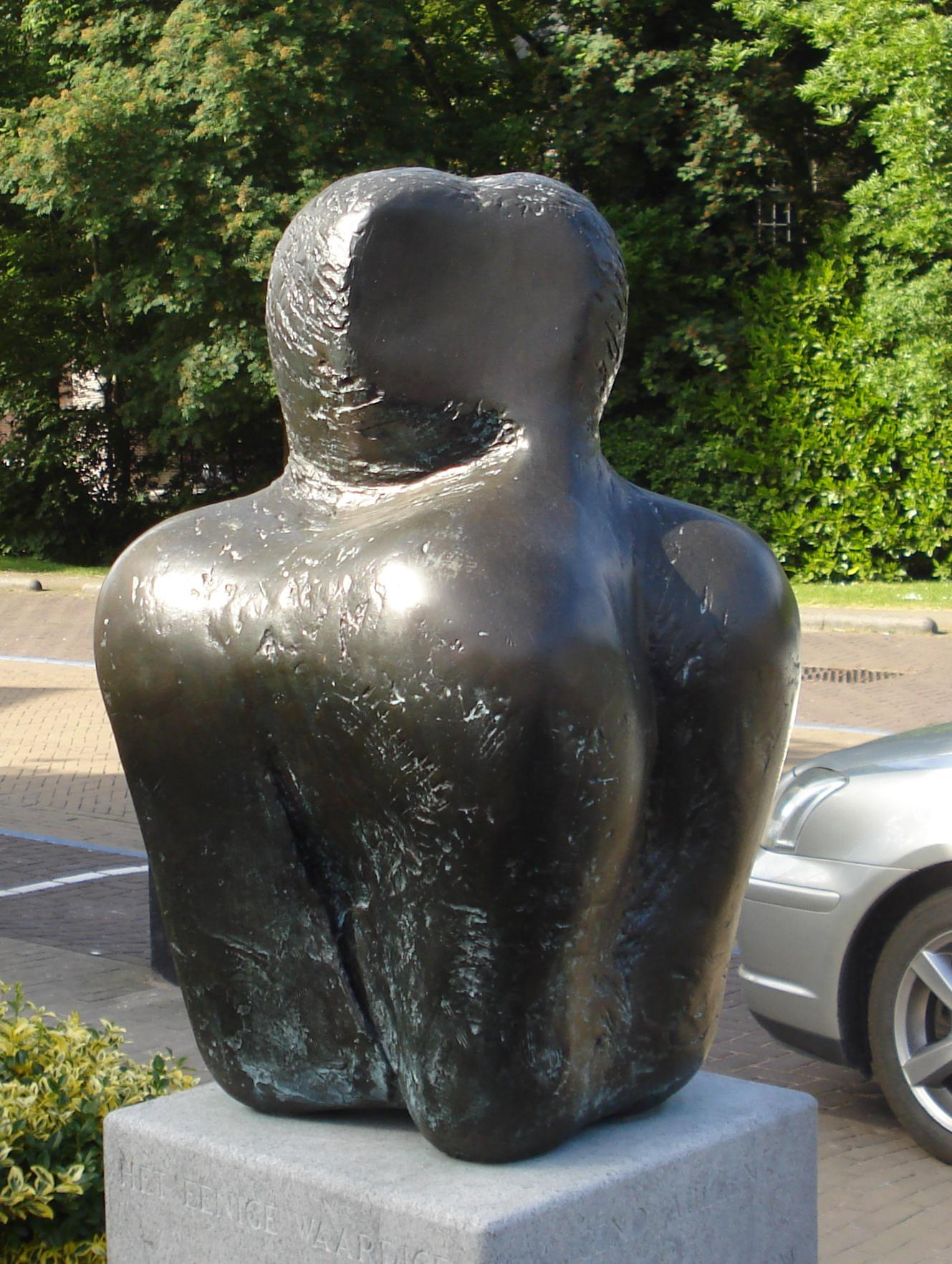
Omhelzing
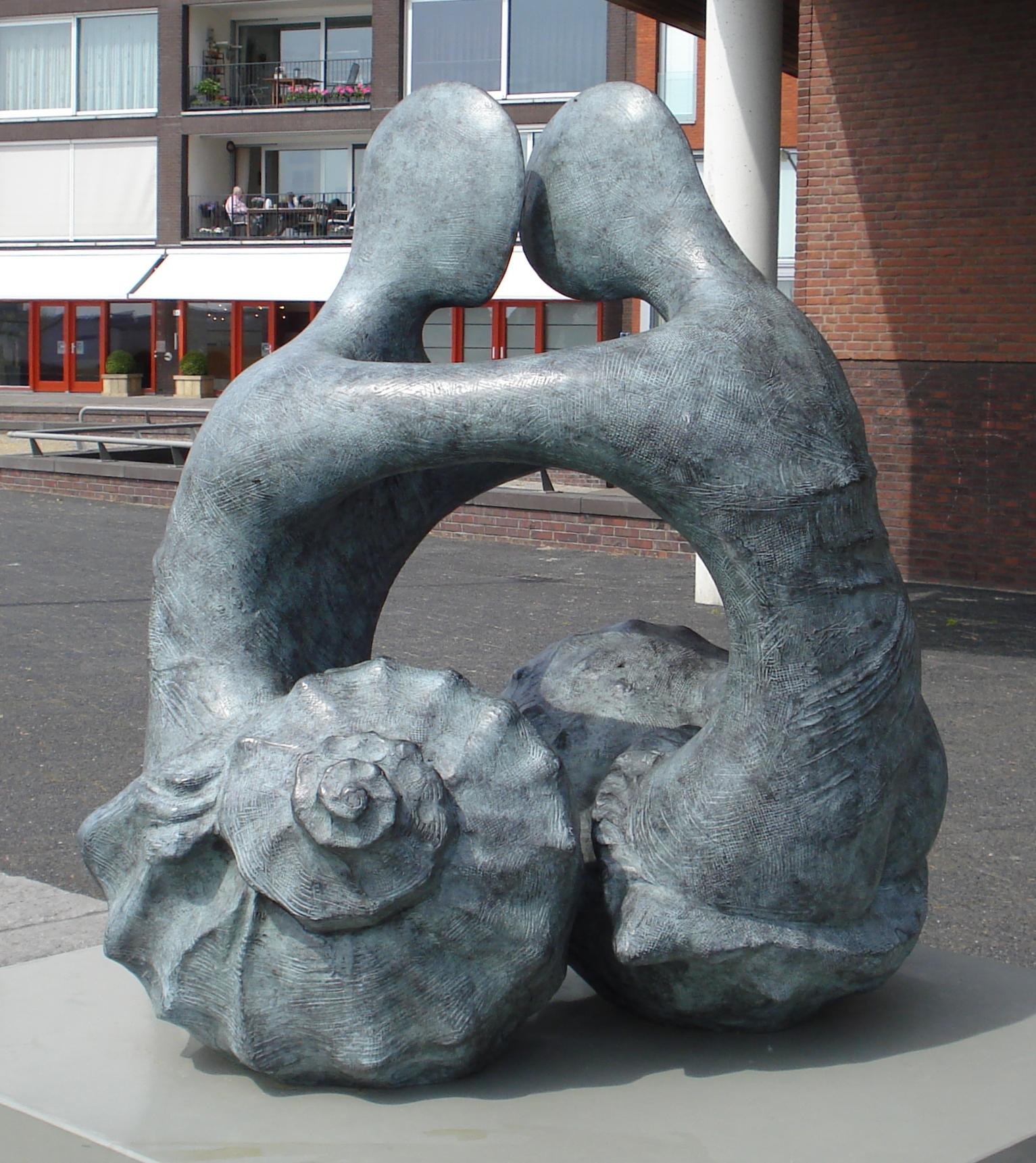
Schelpen
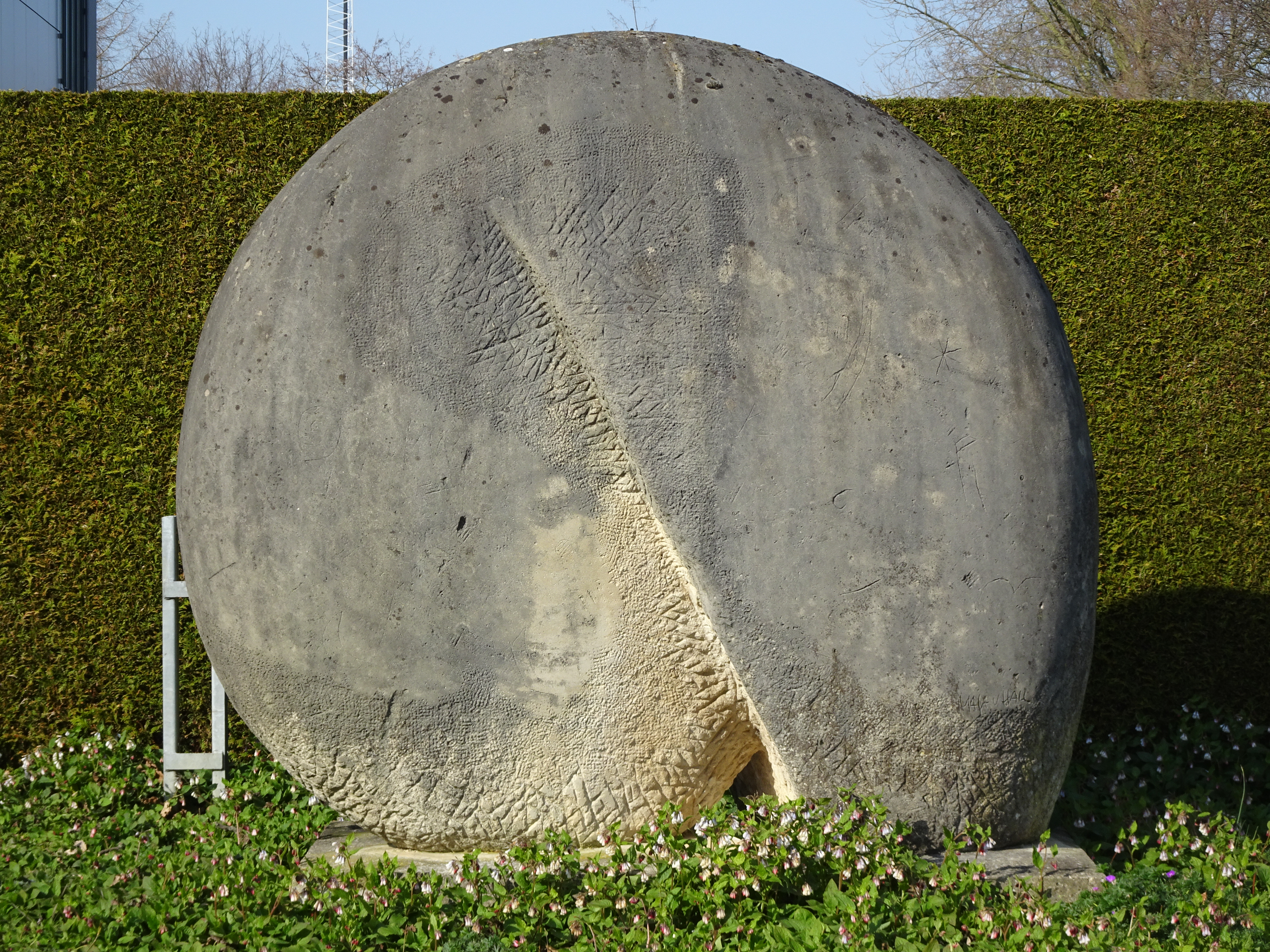
De grote slak

## Ausstellungen (Auswahl)
Maja van Hall stellte regelmäßig im In- und Ausland aus und beteiligte sich an den Ausstellungen des Pulchri Studios in den Haag in den Jahren 1963 bis 1969.
- 1962: Zuidhollandse beeldhouwers, Gemeentehuis, Wateringen
- 1963: Haagse beeldhouwers, Linnaeushof, Bennebroek
- 1963: Wassenaarse kunstenaars, Raadhuis De Pauw, Wassenaar
- 1969: Galerie Het kunstcentrum, Den Haag, zusammen mit Jan van Heel
- 1969: Galerie d'Eendt, Amsterdam, zusammen mit Ans Wortel
- 1969: Nederlandse beeldhouwkunst '64-'69, Centraal Museum, Utrecht
- 1972: Galerie d'Eendt, Amsterdam, zusammen mit Hans Bellmer
- 1972: Een eerste keus, Stichting Nijmeegs Museum, De Waag, Nijmegen
- 1975: Galerie d'Eendt, Amsterdam, zusammen mit Michel Potier
- 1976: Museum Singer Laren
- 1977: Beelden in De Bilt XII, Gemeentehuis, Park Jagtlust, De Bilt
- 1977: Kunstzaal De hoge hees, Eersel
- 1978:	Galerie Jeanne Vidal, Toulouse
- 1978: Vier beeldhouwsters, zusammen mit Fioen Blaisse, Tony van der Vorst, Eja Siepman van den Berg, Provinciehuis, Zwolle[3]
- 2012: Retrospektivausstellung, Museum Beelden aan Zee
- 2019: Sommerausstellung, Skulpturenpark De Havixhorst[2]